# Општина Малу Маре (Долж)
Малу Маре (рум. Malu Mare) општина је у Румунији у округу Долж.
Oпштина се налази на надморској висини од 86 m.